# Kordelka
Kordelka (1025 m) – mało wybitny szczyt w Paśmie Policy w Beskidzie Żywiecko-Orawskim. Znajduje się na południowo-wschodnim grzbiecie Okrąglicy, opadającym do miejscowości Sidzina. Północno-zachodnie stoki Kordelki opadają do doliny potoku Zakulawka, w kierunku wschodnim odchodzi od Kordelki krótki grzbiet opadający w widły Ciśniawy i jej dopływu – Kamyckiego Potoku. Obecnie zarówno wierzchołek, jak i stoki Kordelki porasta las, dawniej jednak było na niej wiele polan. Na mapie Geoportalu w masywie Kordelki zaznaczone są następujące polany: Kordelka, Polana Pastwowa, Polana Janowa, Cyrla, Polana Kubacka, Polana Sikorowa, Polana Smędzicka, Harenda. Obecnie bezleśne są jeszcze te położone u podnóży Kordelki, w zabudowanej dolinie potoku Ciśniawa. Nazwy polan w większości pochodzą od nazwisk lub imion ich właścicieli. Te wyżej położone ze względu na nieopłacalność ekonomiczną już od dawna nie są użytkowane rolniczo, niektóre już zarosły lasem, inne zarastają.
W regionalizacji fizycznogeograficznej Polski według Jerzego Kondrackiego Pasmo Policy należy do Beskidu Żywieckiego, w nowszej regionalizacji z 2018 roku do Beskidu Żywiecko-Orawskiego. znajduje się w granicach wsi Sidzina w województwie małopolskim, w powiecie suskim, w gminie Bystra-Sidzina.
Szlak turystyczny
 Sidzina, PKS Dom Dziecka – Kordelka – Hala Krupowa – schronisko PTTK na Hali Krupowej – Kucałowa Przełęcz. Czas przejścia: 2 h, ↓ 1:20 h, suma podejść 550 m.